# Astou Gaye
Pour les articles homonymes, voir Gaye (homonymie).
Astou Gaye est une joueuse française de basket-ball, née le 22 janvier 1998 à Vitry-sur-Seine (Val-de-Marne).

## Biographie
Durant l'été 2016, elle remporte la médaille d'or du Championnat du monde 2016 3x3 U18 avec l'Équipe de France de basket-ball féminin à trois des 18 ans et moins. En septembre, la France remporte également le championnat d'Europe battant sur leur terrain la Hongrie 11 à 10 en finale. Astou Gaye est élue dans le meilleur cinq de la compétition.
En juillet 2016, la petite sœur d'Aby Gaye quitte le centre de formation de Toulouse et signe son premier contrat professionnel en Ligue 2 au Limoges ABC.

## Clubs
- ?-2015:  Centre fédéral
- 2015-2016:  Toulouse MB
- 2016-2017 :  Limoges ABC
- 2017-2019 :  Comodore de GCSC (Gulf Coast State College)
- 2019-2021 :  Owls de Florida Atlantic (Université Atlantique de Floride)
- 2021-2022 :  CSP Nantes-Rezé
- 2022-2024 :  AS Aulnoye-Aymeries
- 2024-2024 :  Charnay CBBS

## Palmarès

### Équipes de France
- Médaille d'or au Championnat du monde 3x3 U18 2016
- Médaille d'or au Championnat d'Europe 3x3 U18 2016

## Distinctions personnelles
- Meilleure joueuse du Championnat du monde 3x3 U18 2016 et meilleure trois du Championnat du monde

- Meilleure cinq du Championnat d'Europe 3x3 U18 2016

- Gagnante du concours à trois points du Championnat du monde 3x3 U18 2016